# Успение Богородично (Драгобраще)
Вижте пояснителната страница за други значения на Успение Богородично.
„Успение Богородично“ или „Света Богородица“ (на македонска литературна норма: „Успение Богородично“, „Света Богородица“) е възрожденска православна църква във винишкото село Драгобраще, източната част на Република Македония. Част е от Брегалнишката епархия на Македонската православна църква – Охридска архиепископия. Църквата е построена и осветена в 1883 година.
Представлява трикорабна базилика с равни дървени тавани, изработени от тамошни майстори. Силно вкопана е и от южната страна в църквата водят пет стъпала. На един ъглов камък, взидан във фасадата на църквата са изписани имената на ктиторите: „1883 ЛЕТО ТИТОРI АТАNАС СОКОЛ АNГЕЛ ПА (ПА?) КОСТАДИ“. На иконостаса в църквата има 58 икони, работени предимно към края на XIX век. Голяма част не са подписани, но няколко са дело на известния иконописец Андон Петров от Гари.